# Bric-à-Brac
Bric-à-Brac é um grupo musical português. Seu nome é uma referência ao termo francês que se refere a coleções de velhos objetos artísticos.

## Percurso
Manuel José Soares (1948-2013) participou no Festival RTP da Canção de 1970 como membro do Duo Opheu (com Vítor Leitão). Com o fim do grupo acabam por não participar no festival de 1974.
Manuel José Soares, a sua esposa Isabel Soares e mais três elementos (Carlos Pereira, Ana Veloso e Fernando Falé) formam os Bric-A-Brac. O primeiro single do grupo incluía os temas "Bric À Brac" e "De Norte A Sul".
No ano de 1977 participam no Festival RTP da Canção desse ano, renomeado “As sete canções” da TV, onde as canções finalistas foram interpretadas em duas versões. A interpretação do grupo para "Fim de Estação" foi dos temas mais votados tendo ficando em 3º lugar. O grupo lançou o EP "Quatro Das 7 Canções" que incluía versões de algumas das outras canções concorrentes.
No Festival RTP da Canção de 1978 apenas participaram três nomes (Tonicha, José Cid e Gemini) que interpretaram 4 canções cada. A Orfeu editou um disco com os temas dos Gemini ("O Circo e A Cidade", "Tudo Vale A Pena", "Ano Novo É Vida Nova" e "Dai-Li Dai-Li Dou") na interpretação dos Bric-a-Brac (agora um quarteto) e com Florência a interpretar os temas de Tonicha.
O grupo lança o álbum "Isto é Espectáculo!" com as faixas "Isto É Espectáculo", "É o Cabaret", "O Boxe", "A Magia do Circo", "O Travesti", "Segunda Parte", "Tu, Charlot", "Futebol, Futebol", "Os Saltimbancos" e "Isto É Espectáculo (Final). Ainda em 1978 lançaram o single "O Baile Dos Bombeiros" que foi produzido por José Cid.
Em 1979 decidiram concorrer a solo ao Festival RTP da Canção: Isabel Soares com "Cantiga de Amor" e Manuel José Soares com "Quando Chego A Casa". O grupo vence o I Festival da Nova Canção de Lisboa com "Hino A Lisboa".
Nova formação do grupo Bric-À-Brac com Isabel Soares, Manuel José Soares, Jorge Barroso e Paula Carreira. Manuel José Soares foi finalista do Festival RTP da Canção de 1980, com "Concerto Maior" enquanto os Bric A Brac participaram com a canção "Música Portuguesa".
Gravam um novo LP com versões de temas do Festival RTP da Canção: "Oração", "Sol de Inverno", "O Vento Mudou", "Verão", "Desfolhada", "Onde Vais Rio Que Eu Canto, "Canção de Madrugar", "Menina do Alto da Serra", "Cavalo à Solta", "Flor Sem Tempo", "Festa da Vida", "Tourada", "E Depois Do Adeus", "Madrugada", "Uma Flor de Verde Pinho", "No Teu Poema", "Portugal no Coração", "Rita Rita Limão", "Daili Daili Dou" e "Sobe Sobe Balão Sobe".
Ficam em 5º lugar no Festival RTP da Canção de 1981 com "Daqui Deste Pais".
Paula Carreira sai do grupo em 1982 e convidam Cristina Águas. Atingem o 9º lugar no Festival de 1982, com "Tudo Tim Tim Por Tim Tim". Manuel José Soares foi ainda o autor do tema "Banha Da Cobra, Estica E Não Dobra" dos Broa de Mel. Lançam o single "Pic-nic".
Em 1984, Isabel Soares concorre a solo ao Festival RTP da Canção com "O Nosso Reencontro".

## Discografia
- Bric À Brac/De Norte A Sul (Single, Orfeu) - ksat 571
- Fim de Estação (Os Saldos)/Carrocel (Na Feira) - (Single, Orfeu, 1977) Ksat 577
- Quatro Das 7 Canções [Portugal No Coracão/A Flor e o Fruto/Rita Rita Limão Férias] (EP, Orfeu, 1977) - atep6765
- "Uma Canção Portuguesa" - 1978 - Compilação
- Isto é Espectáculo! (LP, Orfeu, 1978)
- Tu, Charlot/ O Boxe (Single, Orfeu, 1978) - Ksat 612
- O Baile Dos Bombeiros Voluntários/A Mulher Do Trapézio (Single, Orfeu, 1978) - Ksat 629
- Música Portuguesa/A Primeira Vez (Single, Danova, 1980) SINGLE 2006
- Isto É Festival (Lp, Danova)
- Cantiga À Portuguesa/vem comigo meu amor(Single, Rossil, 1981) ROSS 7072
- Daqui Deste Pais/Fim de Semana (Single, Rossil, 1981) ROSS 7076
- Tudo Tim Tim Por Tim Tim/Há-de Ser Noite (Single, RT, 1982) RT 51-24
- Pic-nic / Mais Um Show(Single, RT, 1982) RT-51-34